# Julià de Jòdar i Muñoz
Julià de Jòdar i Muñoz (Badalone, 28 décembre 1942), est un écrivain catalan.

## Biographie
Julià de Jòdar est né en 1942 à Badalone et a grandi dans le quartier de Gorg de cette ville. Bien qu'il se dirigeât d'abord vers des études d'ingénieur, eût obtenu son diplôme en ingénierie chimique, en 1964 il a abandonné cette carrière pour s'orienter vers les sciences humaines. Il est diplômé en Histoire moderne et contemporaine en 1973, et il a étudié le théâtre à l'École d'Art Dramatique Adrià Gual. Il était un membre de l'équipe Ricard Salvat.
Son œuvre majeure est L'atzar i les ombres, une trilogie comprenant les romans L'àngel de la segona mort, El trànsit de les fades et El metall impur.
En 2009, avec son roman Pastoral catalana, une sorte d'hommage à l'écrivain américain Philip Roth et son American Pastoral, il a reçu le Prix Charlemagne accordé chaque année par le Gouvernement d'Andorre.
Dès 2006, il a collaboré une fois par semaine au journal Avui, tous les quinze jours à El Punt (fusionnés en 2012 pour former El Punt Avui, au journal en ligne Elsingulardigital et, plus sporadiquement au journal digital VilaWeb.
Aux élections régionales de 2012 en Catalogne du 13 octobre, il était en queue de liste (84e) pour le parti CUP à Barcelone entre le  footballeur Oleguer Presas (83e) et l'avocat August Gil Matamala (85e),.
En 2012, il a publié, en collaboration avec le journaliste David Fernàndez, le livre Cop de CUP («Coup de CUP»).

## Œuvres

### Romans
- L'àngel de la segona mort. Barcelona: Quaderns Crema, 1997. prix Ville de Barcelone 1998.  (ISBN 978-84-7727-185-7)
- El trànsit de les fades. Barcelona: Quaderns Crema, 2001. Prix de la critique 2001.  (ISBN 978-84-7727-344-8)
- L'home que va estimar Natàlia Vidal. Barcelona: Edicions 62, 2002. prix Prudenci Bertrana 2003.  (ISBN 978-84-297-5347-9)
- El metall impur. Barcelona: Proa, 2005. prix Sant Jordi 2005. Prix de la critique Serra d'Or 2007.  (ISBN 978-84-8437-858-7)
- Noi, has vist la mare amagada entre les ombres?. Barcelona: Proa, 2008.  (ISBN 978-84-8437-445-9)
- La pastoral catalana. Barcelona: Proa, 2009. prix Charlemagne 2009, Prix de la critique Serra d'Or 2011.

### Narrations
- Zapata als Encants. Barcelona: Quaderns Crema, 1999.  (ISBN 978-84-7727-285-4)

### Autres publications
- Fot-li que som catalans, Barcelona: L'Esfera dels Llibres, 2005 (avec Xavier Bru de Sala et Miquel de Palol).
- Fot-li més que encara som catalans, Barcelona: L'Esfera dels Llibres, 2006 (avec Xavier Bru de Sala et Miquel de Palol).
- Directe al gra, Ed. Brosquil, 2007.
- Cop de CUP. Viatge a l'ànima i a les arrels de les Candidatures d'Unitat Popular, Barcelona: Columna Edicions, 2012 (avec David Fernàndez).